# Prix Yambo-Ouologuem
Le prix Yambo-Ouologuem est un prix littéraire malien, qui récompense une œuvre écrite en français d'un auteur du continent africain. Il est doté d'une récompense de 5 000 000 de francs CFA. Les auteurs doivent être ressortissants d’un pays africain et l’œuvre doit avoir été publiée chez un éditeur africain basé en Afrique. Il a été attribué pour la première fois en 2008.
En 2015, le prix change de nom et devient le Prix Ahmed-Baba,.

## Origine
Le prix porte le nom de l'écrivain malien Yambo Ouologuem, lauréat en 1968 du Prix Renaudot pour Le Devoir de violence.

## Lauréats
- 2008 : Isaie Biton Koulibaly (Côte d'Ivoire), Et pourtant elle pleurait[3],[1].
- 2009 : non décerné[1]
- 2010 : Suzanne El Farrah El Kenz (Algérie), La Maison du Néguev[4],[1].
- 2011 : non décerné[1]
- 2012 : Eugène Ébodé (Cameroun), Madame l’Afrique[5],[1].